# 西尾徹也
西尾 徹也（にしお てつや、1954年7月18日 - ）は、日本のパズル作家。
和歌山県出身。妻はパズル作家の桜田すみれ。日本パズル連盟名誉顧問。

## 概要
1980年代前半に、杉本幸生とともにパズルの制作集団「菫工房」を設立し、世界文化社のパズラー創刊時から同誌で多く作品を発表している。特にお絵かきロジックの考案者として知られている。
パズラー誌では投稿コーナーである「激作塾」の担当も務め、ここからも多くのパズルやパズル作家が生まれている。
解き手としても有名であり、世界パズル選手権にはキャプテンとして毎年参加している。また、2006年に開催された第1回世界数独選手権で4位に入賞している。
阪神タイガースのファン。お絵かきロジックに野球・プロ野球選手の似顔絵がよく出題されるのは、西尾の影響だと思われる。また、前述の杉本も野球好きである。

## 著書
世界文化社発行
- 西尾徹也のナンプレ Best Selection100 ISBN 978-4418062447（2006年）
- 西尾徹也のナンプレ百番勝負 ISBN 978-4418062577（2006年）
- パズルマスター西尾徹也のザ・パズルISBN 978-4418232017（2023年）